# 全勝寺
全勝寺（ぜんしょうじ）は、東京都新宿区舟町にある曹洞宗系の単立寺院。

## 歴史
1578年（天正6年）、栄巌清繋によって開山された。元々は「龍源寺」という名称で麹町に位置していたが、1616年（元和2年）に牛込に移転、1619年（元和5年）に現在地に移転した。
現在地は、もともと檀家の朝倉家の屋敷であった。当寺が牛込に移転している間に断絶してしまったため、朝倉家屋敷跡に移転したものである。当時の住職はこれを嘆き、朝倉家の親族である在重流朝倉氏初代当主の朝倉六兵衛在重の戒名「興隆院殿籌室全勝居士」から「全勝寺」に改称した。この縁により、六兵衛の息子の朝倉石見守在重以降の在重流朝倉氏歴代当主が葬られるようになった。
朝倉石見守の娘を娶った牧野儀成も一時期、当寺に葬られている。後に次男の牧野成貞が乾徳寺（後の要津寺）に改葬したが、その際に乾徳寺の梵鐘を当寺に寄進した。

## 文化財
- 山県大弐の墓（新宿区指定史跡 昭和59年11月2日指定）[2]

## 交通アクセス
- 曙橋駅A1より徒歩4分（経路案内）。
- 四谷三丁目駅2番出口より徒歩5分（経路案内）。